# Templo de Minerva Médica (ninfeu)
Templo de Minerva Médica é o nome pelo qual um ninfeu da Roma imperial é incorretamente chamado. Suas ruínas ficam entre a Via Labicana e a Muralha Aureliana, no interior do curso do aqueduto Ânio Velho. Antigamente, o edifício fazia parte dos Jardins Licinianos, no Monte Esquilino, atualmente está na moderna Via Giolitti. Em algum momento de sua história, acreditou-se tratar do "Templo de Minerva Médica" ("Minerva Médica") mencionado por Cícero e outras fontes (vide Templo de Minerva Médica). A realidade é que se tratava de um ninfeu, um edifício dedicado às ninfas e geralmente ligado aos suprimento de água da cidade, do século IV. A estrutura decagonal, em opus latericium está relativamente bem preservada e sua cúpula só desabou em 1828. Está rodeado em três lados por estruturas posteriores. Na literatura antiga não existe menção a inscrições.
A estrutura representa uma transição na arquitetura secular romana entre a sala de jantar octogonal da Casa Dourada e a cúpula do Panteão e a arquitetura das igrejas bizantinas vizinhas. O diâmetro do salão é cerca de 24 metros, com 33 metros de altura — importante do ponto de vista estrutural, especialmente por causa das nervuras da cúpula. No interior estão nove nichos e mais a entrada; acima deles estão dez janelas de topo arredondado. Tanto as paredes do interior como do exterior eram revestidas de mármore no passado.
Na obra Roma Instaurata (século XV), de Flavio Biondo, estas ruínas são chamadas de "Le Galluzze", um nome de significado incerto que já havia sido aplicado a algumas ruínas perto da basílica de Santa Croce in Gerusalemme. O erro de identificação deste templo com o mais antigo, chamado também de Templo de Minerva Médica da era republicana, data do século XVII, baseada na impressão errônea de que a Atena Giustiniani teria sido encontrada no local.